# Bezirk Kaaden

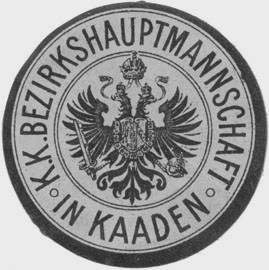
Siegelmarke C.K. Okresní hejtmanství v Kadani / Bezirkshauptmannschaft in Kaaden

Der Bezirk Kaaden (tschechisch politický okres Kadaň) war ein Politischer Bezirk im Königreich Böhmen. Der Bezirk umfasste Gebiete in Westböhmen bzw. Nordwestböhmen im heutigen Karlovarský kraj bzw. Ústecký kraj (Okres Karlovy Vary bzw. Okres Chomutov). Sitz der Bezirkshauptmannschaft (tschechisch Okresní hejtmanství v Kadani) war die Stadt Kaaden (Kadaň). Das Gebiet gehörte seit 1918 zur neu gegründeten Tschechoslowakei und ist seit 1993 Teil Tschechiens.

## Geschichte
Die modernen, politischen Bezirke der Habsburgermonarchie wurden 1868 im Zuge der Trennung der politischen von der judikativen Verwaltung geschaffen.
Der Bezirk Kaaden wurde 1868 aus den Gerichtsbezirken Preßnitz (tschechisch soudní okres Přísečnice), Duppau (Doupov) und Kaaden (Kadaň) gebildet.
1902 entstand durch Abspaltung mehrerer Gemeinden vom Gerichtsbezirk Preßnitz zudem der Gerichtsbezirk Weipert.
Per 1. Oktober 1902 wurde Preßnitz zu einer eigenen Bezirkshauptmannschaft erhoben, die aus den Gerichtsbezirken Preßnitz und Weipert gebildet wurde. Dadurch verblieben im Bezirk Kaaden nur noch die Gerichtsbezirke Kaaden und Duppau.
Im Bezirk Kaaden lebten 1869 56.165 Personen, wobei der Bezirk ein Gebiet von 10,7 Quadratmeilen und 55 Gemeinden umfasste.
1900 beherbergte der Bezirk 40.863 Menschen, die auf einer Fläche von 466,49 km² bzw. in 60 Gemeinden lebten.
Der Bezirk Kaaden umfasste 1910 eine Fläche von 466,49 km² und beherbergte eine Bevölkerung von 42.598 Personen. Von den Einwohnern hatten 1910 42.100 Deutsch als Umgangssprache angegeben. Weiters lebten im Bezirk 264 Tschechischsprachige und 234 Anderssprachige oder Staatsfremde. Zum Bezirk gehörten zwei Gerichtsbezirke mit insgesamt 61 Gemeinden bzw. 110 Katastralgemeinden.